# Benjamin Guérard
Pour les articles homonymes, voir Guérard.
Benjamin Guérard, né le 15 mars 1797 à Montbard (Côte-d'Or), mort le 10 mars 1854 à Paris, est un bibliothécaire et historien français, particulièrement connu pour son édition de cartulaires d'abbayes de l'époque carolingienne.

## Biographie
Benjamin Edme Charles Guérard est le fils d'Edme Charles Guérard, alors secrétaire adjoint de la mairie de Montbard, et de Marie Jeanne Damotte, mariés en 1794 à Buffon. Il est issu d'une famille de la bourgeoisie bourguignonne ; son parrain est le beau-frère du naturaliste Buffon. Il décède célibataire à près de 57 ans, à son domicile parisien situé 14 rue Neuve des Petits-Champs.

## Carrière
Benjamin Guérard étudie à Dijon de 1807 à 1814, puis il part pour Paris, où il est d'abord employé de banque.
En 1818, il obtient une place de surnuméraire au département des manuscrits de la Bibliothèque royale et décide d'améliorer sa formation en suivant les cours de l'École royale des chartes, fondée en 1821.
Devenu employé titulaire de la Bibliothèque royale, il se consacre à la recherche historique, obtenant une mention de l'Académie française pour son Discours sur la vie et les ouvrages du président Jacques-Auguste de Thou et collaborant à L'Art de vérifier les dates. Mais il se fait surtout connaître par son Essai sur les divisions territoriales de la Gaule sous les rois des Francs, couronné par l'Académie des inscriptions et belles-lettres (1830) et imprimé aux frais du gouvernement en 1832.
En 1831, il est nommé à la chaire de diplomatique de l'École des chartes et, en 1833, élu à l'Académie des inscriptions et belles-lettres, au fauteuil de son maître Abel Rémusat, tout en étant conservateur-adjoint du département des manuscrits de la Bibliothèque royale.
Membre fondateur de la Société de l'histoire de France et membre du comité de publication des Documents inédits relatifs à l'histoire de France, il se consacre à l'édition de nombreux documents anciens, particulièrement des cartulaires d'abbaye. Le plus connu est sans doute le polyptyque d'Irminon.
Après la réorganisation de l'École des chartes de 1846, ses cours prennent plus d'importance ; en 1848, Benjamin Guérard est nommé directeur de l'école.
À la fin de l'année 1852, il devient conservateur du département des manuscrits de la Bibliothèque impériale, mais pour peu de temps, puisqu'il meurt un an et demi plus tard. 
À son décès, il est également officier de la Légion d'honneur et membre correspondant de l'Académie de Berlin.

## Publications
- Discours sur la vie et les ouvrages du président Jacques-Auguste de Thou
- Notice sur M. Daunou, Librairie de Dumoulin, Paris, 1855, p. 1-187 (lire en ligne)
- L'Art de vérifier les dates
- 1832 : Essai sur le système des divisions territoriales de la Gaule sous les rois des Francs
- Condition des personnes et des terres : le moyen âge et la renaissance, s.d., 28 p. (lire en ligne)
- Explication du Capitulaire De Villis, dans Mémoires de l'Institut impérial de France, 1857, tome 21, p. 165-309 (lire en ligne)

Éditions de documents anciens
- 1836 : Polyptyque de l’Abbé Irminon ou Dénombrement des manses des serfs et des revenus de l’Abbaye de Saint-Germain-Des-Prés sous le règne de Charlemagne publié d’après le manuscrit de la Bibliothèque du Roi avec des Prolégomènes pour servir à l’histoire de la condition des personnes et des terres depuis les invasions des barbares jusqu’à l’institution des communes, tome I; tome II.
- Éditions de la Collection des cartulaires de France :
  - Cartulaire de l'abbaye de Saint-Père de Chartres, imprimerie de Crapelet, Paris, 1840 tome 1, tome 2
  - Cartulaire de l'abbaye de Saint-Bertin, Paris, 1840 (lire en ligne), les appendices ont été édités par François Morand
  - Cartulaire de l'église Notre-Dame de Paris, imprimerie de Crapelet, Paris, 1850, tome 1, tome 2, tome 3, tome 4
  - avec la collaboration de MM. Marion et Delisle, qui ont terminé l'ouvrage après le décès de Guérard[5], le Cartulaire de l'abbaye de Saint-Victor de Marseille, Typographie de Ch. Lahure, Paris, 1857 tome 1, tome 2